# HDI Versicherung (Österreich)

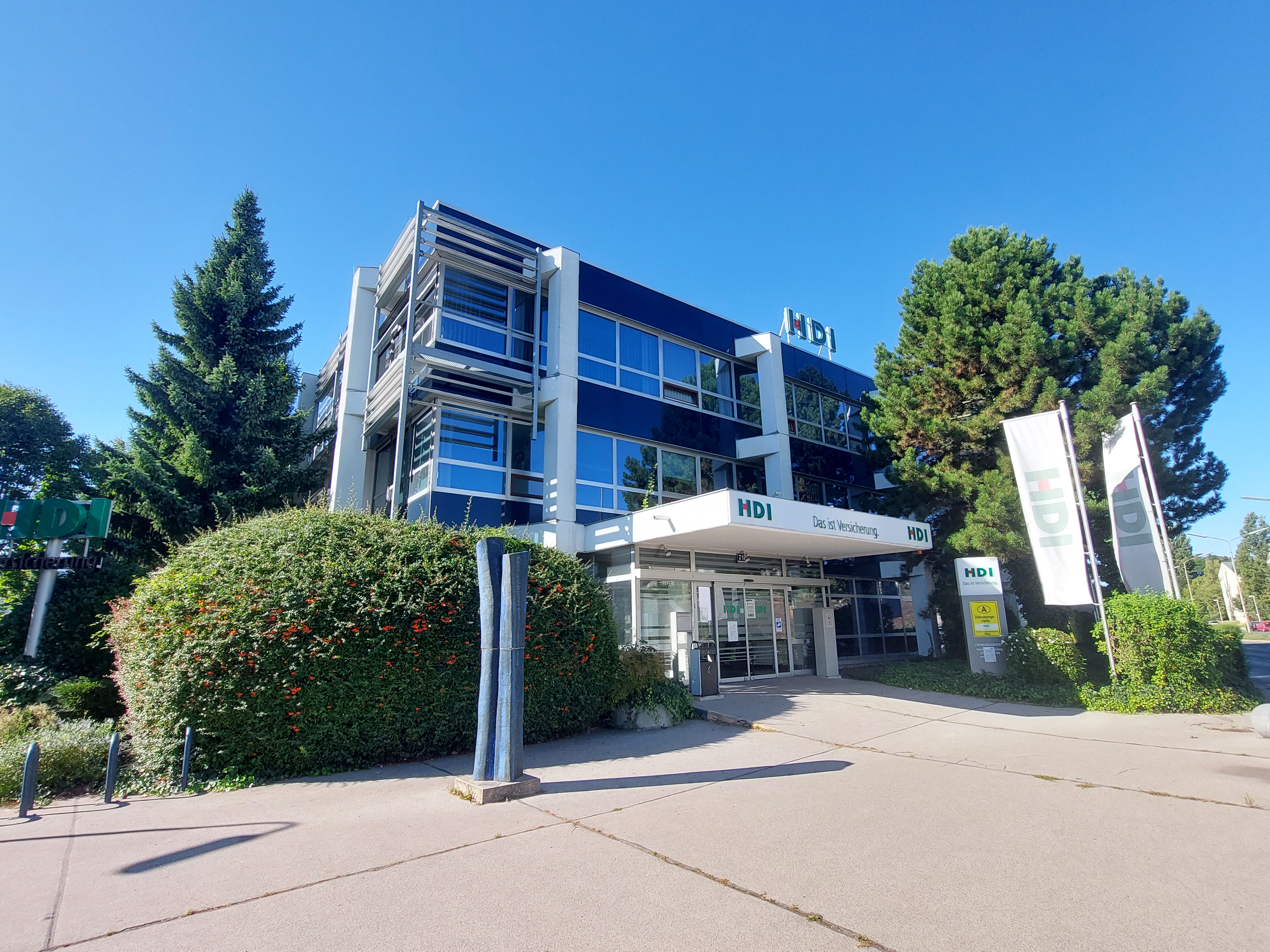
HDI Zentrale in Wien

Die HDI Versicherung AG in Österreich ist Teil des Talanx-Konzerns. HDI Österreich betreibt Niederlassungen in Ungarn, Tschechien und der Slowakei. Der Firmensitz der HDI Versicherung AG ist in Wien.

## Geschichte
1903 wurde der „Haftpflichtverband der deutschen Eisen- und Stahlindustrie“ in Frankfurt am Main gegründet. Zur Geschichte in Deutschland siehe HDI Versicherungen.
Das seit 1983 in Österreich tätige Unternehmen war anfangs für Industriekunden zuständig und ist seit 1990 im Bereich Kfz und seit 1996 in den Bereichen Unfall, Rechtsschutz und Haushalt/Eigenheim tätig. Der Marktanteil beläuft sich mit etwa 400.000 Kunden auf vier Prozent.
HDI ist ein Unternehmen des Talanx-Konzerns. 2006 übernahm Talanx den Gerling-Konzern und integrierte dessen Österreich-Niederlassung in die österreichische HDI. 2007 wurden die drei Gerling Niederlassungen in Tschechien, Ungarn und Slowakei in die HDI Versicherung AG integriert.

## Struktur
Den Vorstand der HDI Versicherung AG bilden Thomas Lackner (CEO), Dieter Bankosegger (CFO/CIO) und Maria Kadan (COO). Das Unternehmen hat rund 341 Mitarbeiter und verwaltet ein Gesamt-Prämienvolumen von rund 272 Mio. Euro (2022) im Firmen- und Privatkundenbereich.  Neben der engen Zusammenarbeit mit selbständigen Versicherungsmaklern und -agenten ist HDI mit Landesdirektionen in Wien, Dornbirn, Graz, Innsbruck, Asten, Salzburg und Villach in ganz Österreich vertreten. Diese verfügen über Zulassungsstellen für die Kfz-Anmeldung.

## Produkte
HDI bietet Versicherungsprodukte in den Bereichen Kfz-Haftpflicht und Kasko, Rechtsschutz, Unfallversicherung und Haushalt/Eigenheim an sowie für Firmenkunden Sach- und Betriebsunterbrechungs-, Transport-, Flotten-, Elektronik- und Montageversicherungen. Ferner gibt es Spezialprodukte für die Luftfahrtbranche.